# Yoshihito Kondo
Yoshihito Kondo (japanisch 近藤 慶一 Kondo Yoshihito; * 3. März 2002 in der Präfektur Gifu) ist ein japanischer Fußballspieler.

## Karriere
Yoshihito Kondo erlernte das Fußballspielen in der Schulmannschaft der Chukyo High School sowie in der Universitätsmannschaft der Nagoya Gakuin University. Am 1. Februar 2023 wechselte er leihweise von der Universität zum Iwaki FC. Der Verein aus Iwaki, einer Stadt in der Präfektur Fukushima, spielt in der zweiten japanischen Liga. Sein Zweitligadebüt gab Mizuki Kaburaki am 18. Februar 2023 (1. Spieltag) im Heimspiel gegen Fujieda MYFC. Bei der 2:3-Heimniederlage wurde er nach der Halbzeitpause für Ryo Arita eingewechselt. Während der Ausleihe bestritt er 26 Ligaspiele. Nach der Ausleihe wurde er von Iwaki am 1. Februar 2024 fest unter Vertrag genommen. Im Februar 2025 wechselte er auf Leihbasis zum Drittligisten Kagoshima United FC.